# Gravity Rush
Gravity Rush (conocido en Japón como Gravity Daze) es un videojuego de acción-aventura, creado por Keiichiro Toyama y dirigido por Yoshinori Moriizumi. Fue desarrollado por SCE Japan Studio y distribuido por Sony Computer Entertainment en un lanzamiento exclusivo para la consola PlayStation Vita. Fue uno de los primeros juegos creados para esta consola.
Una versión resmasterizada para la consola PlayStation 4 se puso a la compra en Japón el 10 de diciembre de 2015, con un apartado gráfico mejorado y todo el contenido DLC incluido. Esta nueva versión se puso a la venta en América del Norte y Europa en febrero de 2016, con el título Gravity Rush Remastered.
En agosto de 2022 se anunció el desarrollo de una película Live Action basada en el Videojuego, la cual tendrá como directora a Anna Mastro y a Emily Jerome como la guionista. En enero de 2024 durante la SONY CES 2024, se mostró un pequeño metraje conceptual de la producción de la película.

## Trama
El juego está ambientado en la ficticia ciudad flotante de Hekseville. La historia empieza mostrando al personaje del jugador, una chica apodada “Kat”, hallada junto a un misterioso gato negro que la persigue y al que nombra como "Dusty". Este le otorga la habilidad de controlar la gravedad para su beneficio. Kat perdió su memoria al punto de no recordar ni su nombre, pero usará su habilidad para proteger a la comunidad de Hakseville de una "Tormenta de Gravedad" y de los "Nevi", una especie de monstruos que aparecieron con la tormenta y causan estragos en la ciudad y entre sus habitantes. A la larga, esto también le proporcionará información para ir armando un posible rompecabezas de su desconocido pasado.

## Jugabilidad
La mecánica de "controlar la gravedad" se puede emplear para hacer volar a Kat por los aires o caminar por las paredes y techos.
El jugador lo puede lograr presionando el botón R para hacer que Kat flote, después se apunta moviendo la consola en la dirección deseada o usando el joystick análogo derecho y finalmente se presiona nuevamente R o el botón "O" para aterrizar en el lugar deseado. Si se desea que Kat deje de levitar solo se deberá presionar el botón L y Kat volverá al estado gravitacional normal.
El única arma que posee Kat son sus devastadoras patadas de gravedad, las cuales pueden ir aumentando de intensidad y frecuencia conforme avanzan los niveles y misiones del juego, al igual que su medidor de vida y tiempo con el que Kat levita. Dentro de cada uno de los llamados Planos de la Grieta se encuentra un misterioso árbol de manzanas rojas que proporciona a Kat una habilidad especial de ataque cada vez que encuentra uno.

## Personajes
El concepto del videojuego desarrolla una historia en la que los personajes son de suma importancia para descubrir un poco sobre el pasado de Kat y también revelar la razón de los problemas que rodean últimamente a la comunidad de Hekseville.
Kat
- Seiyū: Sanae Kobayashi

Kat es una misteriosa niña rubia de ojos rojos, viste un traje marrón con dibujos dorados hasta los muslos. Además lleva lo que parece ser un pañuelo de seda en el cuello y una cinta en el cabello que hacen juego con el resto de su vestuario. También suele llevar calentadores en los antebrazos y los tobillos. Sus muslos desnudos solo están cubiertos por una tira dorada alrededor de ellos.
Kat es la protagonista del juego: siempre va acompañada por un gato y, de hecho, "Kat" es solo el apodo que un policía de Auldnoir, un pequeño pueblo en Hekseville, le otorgó por su compañía. Ella no recuerda su propio nombre. Su edad y origen también son desconocidos. Kat cayó de los cielos en Auldnoir, un distrito de Hekseville, sin recordar nada de su vida pasada antes de la caída y solamente acompañada de una criatura que parece ser un gato al que ella nombra "Dusty". 
Kat posee una habilidad concebida por Dusty: levitar y desafiar la gravedad, lo que utiliza para ayudar a la gente de Hekseville; gracias a ello se ha ganado buena reputación en el lugar por lo que comienzan a llamarla "Héroe" y "La Reina de la Gravedad", pero al mismo tiempo se ha granjeado enemigos y rivales que pretenden evitar que ayude a la comunidad o que han querido robar la fuente de su poder.
Kat adapta con muebles viejos una salida del alcantarillado al borde del distrito de Auldnoir y lo utiliza como casa y también como atajo para transportarse de una manera más rápida y práctica por los diferentes distritos de Hekseville: Auldnoir, Pleajeune, Endestria, y Vendecentre.
Dusty
- Seiyū: Desconocido

Dusty es una criatura similar a un gato que siempre acompaña a Kat. Dusty también es la fuente del poder gravitatorio de Kat. Inicialmente, cuando Kat despertó perdida en el viejo distrito de Auldnoir, el gato estaba a su lado, por lo que ella pensó que solo buscaba comida, pero después de un enfrentamiento con lo que parecía ser una tormenta de gravedad, Kat descubre el poder que el gato le proporciona y así traba una amistad cercana con él y lo acaba llamando "Dusty".
Si Dusty no está al lado de Kat, ella perderá cualquier habilidad gravitatoria. Asimismo, si Dusty enferma ella tendrá problemas para utilizar sus poderes gravitacionales.
Raven
- Seiyū: Sayaka Kinoshita

Raven es una chica con un largo cabello (hasta las rodillas) negro y pelirrojo que cubre su ojo derecho; utiliza un traje negro con cinturón de bronce que se sostiene en sus caderas y alberga una gema negra. Su aspecto, más exótico que el de Kat, se ve acentuado por un traje que deja su vientre y muslos al descubierto y posee mangas de largos telares similares a alas en los antebrazos. Raven también alberga una especie de tatuaje de media luna en medio de su pecho.
Raven también es una transmutadora, sin embargo sus poderes y habilidades parecen superar la potencia de los de Kat, lo que probablemente se debe a que ella tiene más experiencia debido a su pasado. Raven va en compañía de una criatura similar a un cuervo, con características parecidas a las de Dusty, y éste es el que le da la habilidad de levitar y desafiar a la gravedad. 
Al igual que el nombre de "Kat", "Raven" es solo un apodo que le han dado los habitantes de Hekseville debido al cuervo que la acompaña, pero a lo largo de la historia del juego se revela que su verdadero nombre es Sachya. 
Raven comienza como rival de Kat, ya que piensa que Kat ha llegado para interponerse en su camino para ayudar a su gente. Kat se muestra confundida y ambas se baten en constantes duelos a muerte. 
Tiempo después Kat se asocia con Raven para salvar a un grupo de niños, cuyo autobús ha caído en los abismos de la ciudad de Hekseville. Uno de los niños que se encuentran en el autobús es el hermano mayor  de Raven.
Syd
- Seiyū: Gou Shinomiya

Syd es policía de Hekseville en el distrito de Auldnoir. Él es la primera persona en el juego que se reúne con Kat y le da el apodo de "Kat".
Kat ayuda a Syd en varias misiones, como en la recolección de gemas para ayudar a reparar ciertos servicios de la ciudad y en misiones secretas como espía. Si bien a Kat no le molesta ayudar a Syd, es algo tedioso para ella ya que tiende a buscarle problemas.
Gade
- Seiyū: Binbin Takaoka

Gade es un anciano egocéntrico de barba larga blanca y que siempre viste un desteñido abrigo rojo. Él es un "creador" que dice ser el que imagina y crea todo el mundo en el que se sitúan la ciudad de Hekseville y sus alrededores. Al abrir su abrigo se descubre que alberga una especie de agujero que conduce a un lugar llamado "Plano de la Grieta", que es donde se encuentran los cimientos y la dimensión sobre la que está situada la ciudad de Hekseville. Él proporciona orientación a Kat en las misiones donde ella intenta deshacerse de los Nevi (monstruos de la gravedad) que han invadido el Plano de la Grieta e intentan destruir Hekseville.
Cyanea
- Seiyū: Asuka Tanii

Cyanea es una niña de pequeñas coletas azules a la cual Kat encuentra en Boutoume, el lugar donde cae el grupo de niños del autobús perdido y donde aparentemente habitaron otras personas. Ese lugar está abandonado ya que está muy cerca de la tormenta de gravedad que poco a poco consume el mundo. Cyanea tiene la capacidad de viajar a través de sus sueños y cada vez que ella duerme ayuda a Kat a revelar retazos de su pasado antes de la caída en Auldnoir. Cyanea, al igual que Gade, es una "creadora", solo que ella transporta a Kat a lo que llama "el ojo de su mente" mientras duerme.
Zaza
- Seiyū: Reiko Kiuchi

Es uno de los niños que residen en Boutoume y al parecer él los guía y lidera. Zaza alienta a los demás niños a tener esperanzas de que algún día les encontrarán y regresarán con sus padres. Zaza es el hermano pequeño de Raven pero él siempre prefiere llamarle por su nombre, Sachya.
Yunica
- Seiyū: Saori Yumiba

También conocida como "Avispa del Mar", parece ser una androide que creada para servir como agente en Jellyfish Fuerza Militar Especial. Ella es más un arma robótica que un humano y se comporta como tal. Su relación con Kat es tensa debido a su dura personalidad y ciega lealtad a las autoridades militares. Sin embargo, más adelante ayuda a Kat y a Raven a salvar a Hekseville de un arma militar poseída por un Nevi, llamada "Anémona de Mar".
Newt
- Seiyū: Fuminori Komatsu

Newt es un joven estudiante del colegio de Hekseville en Pleajeune que pide ayuda a Kat para encontrar a su desaparecida amiga Echo. A Kat le gusta Newt, pero sufre una decepción al enterarse de que Newt en realidad está enamorado de Echo desde que eran amigos de la infancia.
Echo
- Seiyū: Junko Shimeno

Echo es una joven estudiante del colegio de Hekseville en Pleajeune. Kat intenta buscarla a petición de Newt ya que lleva varios días extraviada. Después se descubre que Echo estaba oculta en el colegio porque guardaba en secreto como mascota a un Nevi con el cual se había encariñado. El Nevi infecta su cuerpo y la usa como marioneta a su beneficio. Kat la salva de este Nevi y así Echo y Newt descubren que su amor es mutuo.
Aki
- Seiyū: Junko Shimeno

Aki es una adivina que proporciona fortuna a Kat en sus misiones. Sus servicios son conocidos en toda la ciudad por sus caras tarifas. Siempre se le ve acompañada por su marioneta Pandora.

## Concepto
Gravity Rush se desarrolló bajo la dirección de Keiichiro Toyama y fue escrito por Naoko Sato (anteriormente conocido por las series de videojuegos Siren y el primer Silent Hill'). "Es un proyecto nacido en 2008, con gráficas de “Cel-shaded Animation” como un trabajo para PlayStation 3 llamado "Gravitë". Antes de ser convertida para la PS Vita, la IA y los gráficos fueron mínimamente simplificados durante el proceso usando conceptos y dibujos inspirados en el genio francés Moebius e incluso utilizando un idioma parecido al francés pero sin perder palabras y conceptos usados en el idioma japonés. Sin embargo, el director de Gravity Rush pensó que el juego encajaba mejor en la PS Vita por su naturaleza “manejable y accesible” y “la impresión de un mundo diferente existente más allá de la pantalla”. La mecánica más destacada e innovadora que ofrece el juego es la habilidad del jugador para manipular la gravedad, permitiendo un movimiento y navegación únicos, debido al funcionamiento y capacidad de manejo y sensibilidad que posee la consola mediante los movimientos efectuados con la posición del jugador.

## Recepción

### Crítica
Gravity Rush ha recibido elogios positivos tanto en su versión de Playstation Vita como en su versión en Playstation 4.
Sitios europeos como Vandal le han otorgado una calificación de 9.6, refiriéndose al juego como "Una de las mejores experiencias portátiles de los últimos tiempos y un indispensable para Playstation Vita". EGM le otorgó una calificación de 9.5 elogiando su historia, así como Eurogamer que aprecian la exploración del juego.
Gravity Rush ha tenido el reconocimiento de muchos jugadores al ser considerado una de las experiencias más bellas que ha sido creada en el mundo de los videojuegos.
Debido a su misteriosa historia, su hermosa y carismática protagonista Kat, su bella banda sonora, personajes secundarios definidos, las historias de amor, la motivación de Kat por hacer el bien y salvar la ciudad de Hekseville de cualquier mal, el rompimiento de la cuarta pared e interacción con el jugador, así como su impecable arte, se ha ganado el corazón de muchos seguidores considerando a Gravity Rush no solo como uno de los mejores juegos de todos los tiempos, sino también un videojuego de culto que ha dado muchas aportaciones a la industria del videojuego reciente.
Su continuación, Gravity Rush 2 fue lanzada el 18 de enero de 2017, ampliando la historia de este juego, desvelando todos los misterios sobre el origen de Kat, e incorporando nuevas e interesantes novedades, como los estilos de gravedad Júpiter y Lunar, las búsquedas del tesoro en línea o incluso, nuevas y desafiantes misiones.